# 涝峪薹草
涝峪薹草（学名：Carex giraldiana）是莎草科薹草属的植物，是中国的特有植物。分布在中国大陆的陕西等地，生长于海拔1,200米的地区，见于山谷路旁。